# Стерч-Керч
Стерч-Керч (чечен. Стерч-Керчашка) — село в Ножай-Юртовском районе Чеченской Республики. Входит в состав Бенойского сельского поселения.

## География
Село расположено на левом берегу реки Ямансу, в 22 км к юго-западу от районного центра — Ножай-Юрт и в 93 км к юго-востоку от города Грозный.
Ближайшие населённые пункты: на севере — сёла Гендерген и Зандак-Ара, на северо-востоке — село Даттах, на юго-востоке — село Булгат-Ирзу, на юге — сёла Алхан-Хутор и Ожи-Юрт, на юго-западе — село Денги-Юрт и на западе — село Гуржи-Мохк.

## История
В 1926 году вблизи села началось освоение нефтяных месторождений и село превратилось в рабочий городок нефтяников. В 1932 году городок был разорён восставшими жителями аула Беной. В 1934 году преобразован в рабочий посёлок.

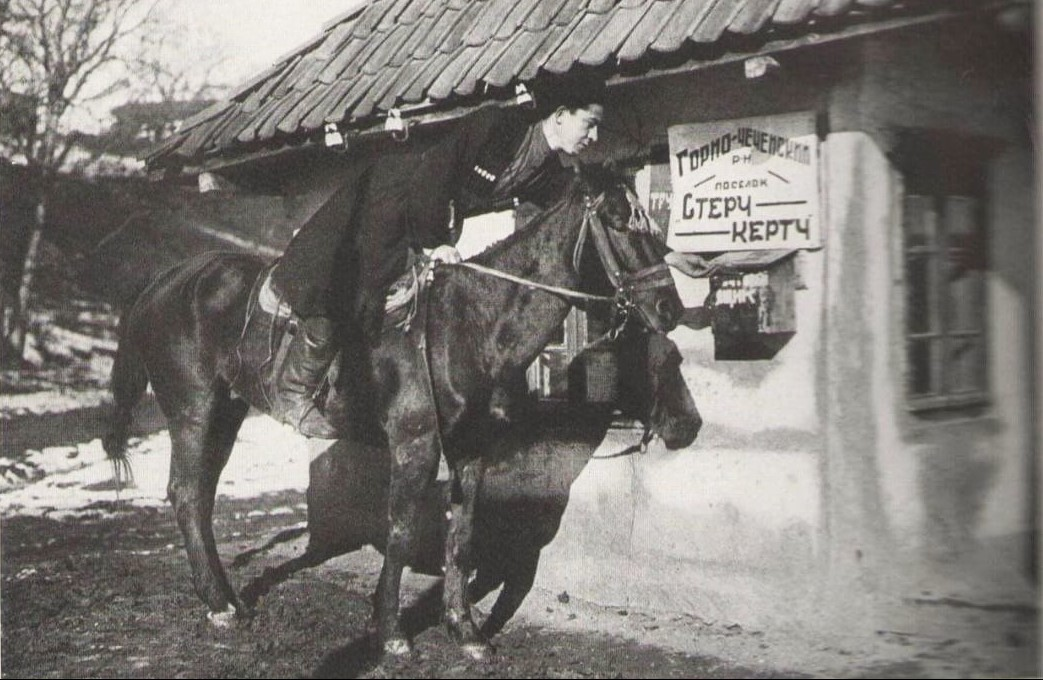
Стерч-Керч чеченец опускает письмо в почтовый ящик. Фото Л. Гайкоровича, 1934 год.

Указом Президиума ВС РСФСР от 16 декабря 1940 года рабочий посёлок вновь преобразован в сельский населённый пункт.
В сентябре 2020 года в центре поселка был открыт памятник братьям Нобель. В 1887 году нефтяная компания «Товарищества нефтяного производства братьев Нобель» обнаружила нефтяные месторождения в этом районе. В открытии памятника приняла участие делегация Международного информационного нобелевского центра во главе с президентом центра Вячеславом Тютюнником.

## Население
| 1939 | 1990 | 2002 | 2010 |
| ---- | ---- | ---- | ---- |
| 340  | ↗436 | ↘271 | ↗580 |

## Образование
- Стерч-Керченская муниципальная основная общеобразовательная школа[10].